# Komunikacja Miejska Kołobrzeg
Komunikacja Miejska w Kołobrzegu Sp. z o.o. – powstała w wyniku przekształcenia z dniem 1 października 1993 r. Przedsiębiorstwa Komunikacji Miejskiej w spółkę prawa handlowego, na podstawie Uchwały Rady Miasta w Kołobrzegu z dnia 28 grudnia 1992 roku. Właścicielem wszystkich udziałów jest Gmina Miejska Kołobrzeg.
Spółka świadczy usługi przewozowe w ramach lokalnego transportu zbiorowego oraz regularne i nieregularne usługi przewozowe na terenie miasta i przyległych terenach podmiejskich.

## Historia
5 lipca 1926 roku uruchomiono w Kołobrzegu komunikację autobusową. W połowie 1940 roku sieć obejmowała 4 linie podmiejskie i 2 miejskie, obsługiwane przez 8 autobusów i 1 przyczepę. Po 1945 komunikacja została reaktywowana prawdopodobnie na przełomie lat 50 i 60 XX wieku. W roku 1973 autobusy miejskie kursowały na trzech liniach wybiegających z dworca kolejowego do Rościęcina (linia 1), Podczela (linia 2) i Radzikowa (linia 3). W 1980 funkcjonowało 7 linii, na których eksploatowano najpierw autobusy marki San, a następnie Jelcz PR110. Obecna linia 8, kursująca przez dzielnicę uzdrowiskową, nosiła wówczas numer 5 i funkcjonowała tylko w sezonie letnim. Po roku 1990 nastąpiła likwidacja linii 9 do Budzistowa oraz 2 do Podczela, którą zastąpiono linią 5.
11 czerwca 2010 r. w kompleksie Milenium odbyły się uroczystości 50-lecia kołobrzeskiej Komunikacji Miejskiej. W roku 2013 Komunikacja Miejska w Kołobrzegu Sp. z o.o przystąpiła do wdrożenia Systemu Informacji Pasażerskiej, przez wyposażenie autobusów w nadajniki GPS dzięki czemu system, na podstawie danych o faktycznej lokalizacji autobusu, jest w stanie obliczyć rzeczywisty czas przyjazdu na przystanek danej linii. Informacje o czasie przyjazdu, jak i nr linii są wyświetlane na ekranach LED, które zostały wyposażone niektóre przystanki.
1 czerwca 2024 Komunikacja Miejska wprowadziła bezpłatne przejazdy dla posiadaczy Kołobrzeskiej Karty Mieszkańca, co kosztować będzie miasto dopłatą do spółki ok. 1 mln zł rocznie więcej. W 2022 roku dopłata do spółki wyniosła 10.600.000 zł, a w roku 2023 było to 11.700.000 zł.

## Tabor

### Tabor liniowy
| Typ autobusu                                | Typ autobusu                                | Rok produkcji                               | Początek eksploatacji                       | Numery taborowy                             | Liczba |
| Solaris Urbino 12                           | III generacja                               | 2011, 2013, 2015                            | 2011, 2013, 2015                            | 172-177, 179, 180, 182, 183                 | 10     |
| Solaris Urbino 12                           | IV generacja                                | 2017                                        | 2017                                        | 185-192                                     | 8      |
| Solaris Urbino 12                           | IV Hybrid                                   | 2021                                        | 2021                                        | 199, 200                                    | 2      |
| Scania Citywide LF                          | Scania Citywide LF                          | 2018                                        | 2018                                        | 193-198                                     | 6      |
| Suma pojazdów                               | Suma pojazdów                               | Suma pojazdów                               | Suma pojazdów                               | Suma pojazdów                               | 26     |
| Udział autobusów niskopodłogowych we flocie | Udział autobusów niskopodłogowych we flocie | Udział autobusów niskopodłogowych we flocie | Udział autobusów niskopodłogowych we flocie | Udział autobusów niskopodłogowych we flocie | 100%   |

(stan taborowy aktualny na 07.10.2022 r.)

### Tabor wycofany z eksploatacji
| Typ autobusu  | Typ autobusu         | Początek eksploatacji | Koniec eksploatacji   | Numery taborowy                       | Liczba |
| Autosan H6    | Autosan H6           | 1994                  | 2003                  | 139                                   | 1      |
| Jelcz M11     | Jelcz M11            | 1992                  | 2004                  | 130                                   | 1      |
| Jelcz PR110M  | Jelcz PR110M         | 1992                  | 2004, 2005, 2008-2011 | 102, 109-114, 117, 120, 122, 132, 138 | 12     |
| Jelcz 120M    | Jelcz 120M           | 1994                  | 2011, 2012            | 140, 141                              | 2      |
|               | Neoplan K4016td      | 1998                  | 2011, 2012            | 151, 152                              | 2      |
|               | Nepolan N4016        | 1997                  | 2012, 2013, 2016,2017 | 144-150                               | 7      |
|               | MAN NL222            | 2009                  | 2017                  | 166-168                               | 3      |
|               | Solaris Urbino 12 II | 2002                  | 2018                  | 154-156                               | 3      |
|               | Solbus SN11          | 2008                  | 2020                  | 161-163                               | 3      |
|               | Scania L94UB         | 2005                  | 2020-2021             | 158-160                               | 3      |
| Suma pojazdów | Suma pojazdów        | Suma pojazdów         | Suma pojazdów         | Suma pojazdów                         | 37     |

(stan taborowy aktualny na 07.10.2022 r.)

## Strefy Płatnego Parkowania
Z dniem 1 maja 2009 r. Strefy Płatnego Parkowania na terenie Gminy Miasto Kołobrzeg przekazane zostały w administrowanie do Komunikacji Miejskiej w Kołobrzegu Sp. z o.o.